# Półhak

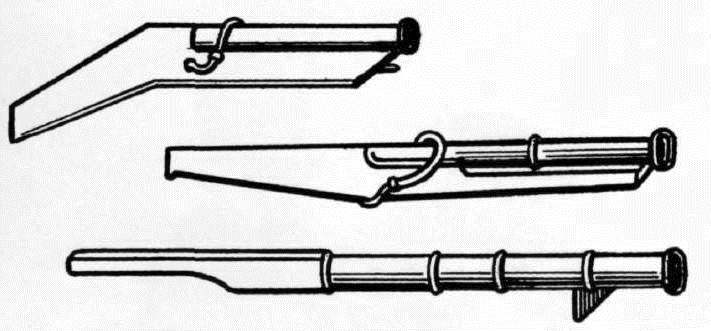
Półhaki (1 i 2 od góry) jako skrócone wersje hakownicy (3 od góry)

Półhak – pomniejszona i lżejsza forma hakownicy używana jako broń ręczna w XV w. Europie. Później nazwą tą  określano potocznie ogół broni krótkiej, przede wszystkim wczesne formy pistoletów.